# Łukasz Skorupski
Łukasz Skorupski (Zabrze, 1991. május 5. –) lengyel válogatott labdarúgó, az olasz Bologna kapusa.

## Pályafutása

### Klubcsapatokban
Skorupski a Pogoń Zabrzében kezdte a pályafutását, 2003-ban a Górnik Zabrze csapatához igazolt. A 2008–09-es szezon kezdete előtt bekerült a Górnik első csapatába, de az  ifjúsági csapat meccsein szerepelt. 2011 februárjában egy évre kölcsönadták az akkor első ligás Ruch Radzionkówhoz, amelynek színeiben 14 mérkőzést játszott. Júniusban visszatért a Górnikba, július 31-én pedig debütált a lengyel Ekstraklasában a Śląsk Wrocław elleni 1–1-es döntetlen során. 2013. július 12-én négyéves szerződést írt alá az olasz Romával. 2015. június 30-án egy évre kölcsönadták az Empoli FC-nek. 2016. július 20-án új, ötéves szerződést írt alá a Romával. 2018. június 22-én öt évre szóló szerződést írt alá a Bologna FC-vel.

### A válogatottban
2011–12-ben a lengyel U-20-as válogatottal részt vett a Négy Nemzet Tornáján, ahol három mérkőzést játszott. 2011. október 6-án debütált az U-21-es csapatban a Portugáliával vívott 1-1-es döntetlen során, amelyen tizenegyest hárított. 2012. december 14-én debütált a lengyel válogatottban a Macedónia elleni 4-1-es barátságos mérkőzésen. Czesław Michniewicz behívta a keretbe a 2022-es világbajnokságra, de a tornán nem lépett pályára.

## Statisztika

### A válogatottban
| 2012     | 1 | 0 |
| 2018     | 2 | 0 |
| 2020     | 1 | 0 |
| 2021     | 1 | 0 |
| 2022     | 3 | 0 |
| 2023     | 1 | 0 |
| Összesen | 9 | 0 |

## Fordítás
- Ez a szócikk részben vagy egészben  a(z)   Łukasz Skorupski című lengyel Wikipédia-szócikk ezen változatának fordításán alapul.  Az eredeti cikk szerkesztőit annak laptörténete sorolja fel. Ez a jelzés csupán a megfogalmazás eredetét és a szerzői jogokat jelzi, nem szolgál a cikkben szereplő információk forrásmegjelöléseként.